# 옵테 프로젝트

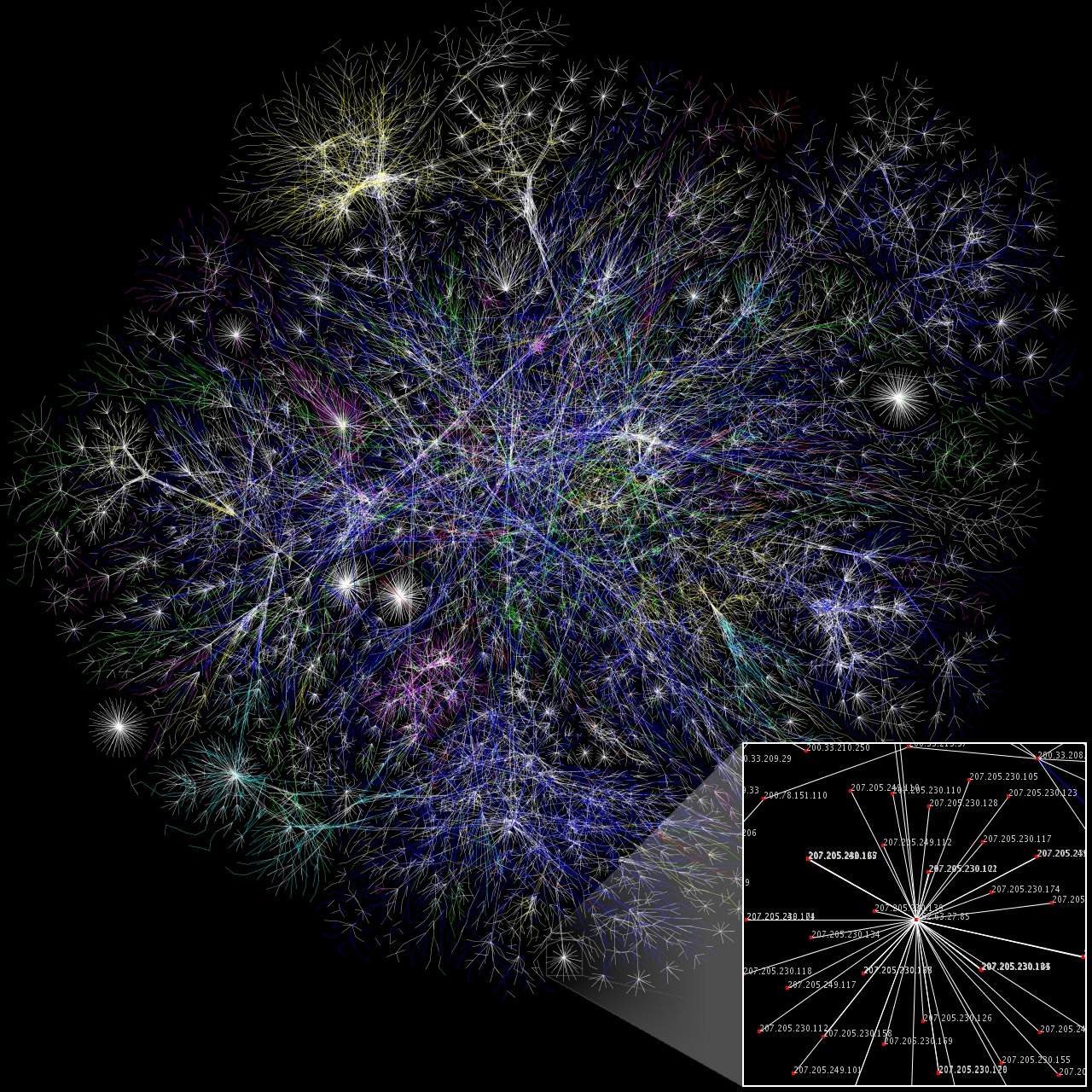
옵테 프로젝트를 시각화 한 모습.

옵테 프로젝트 (영어: Opte Project)는 배럿 리옹이 2003년에 시작한 프로젝트이며 인터넷을 시각적으로 표현하고자 하는 것이 목적이다. 리옹은 이 프로젝트가 학생들에게 인터넷에 대해 더 많은 것을 가르치는 데 도움이 될 수 있을 뿐만 아니라 전반적인 인터넷의 성장과 성장이 일어나는 특정 영역을 모두 보여주는 척도 역할을 할 수 있다고 믿는다.